# Koekchuch
Koekchuch est une identité de genre disparue enregistrée chez les Itelmènes de Sibérie. Ces personnes, qui étaient assignées homme à la naissance et se comportaient comme des femmes, ont été enregistrées à la fin du XVIIIe siècle et au début du XIXe siècle,.